# Ogembo
Ogembo is een stad in Kenia en de hoofdstad van het district Gucha van de provincie Nyanza.